# Partido Liberal-Radical
Partido Liberal-Radical foi um partido político brasileiro na época em que o Brasil fazia parte do Reino Unido de Portugal, Brasil e Algarves, e do período imperial.

## História
Com D. João VI de volta a Portugal, as Cortes desejavam recolonizar o Brasil, evitar a intervenção dos ingleses na economia e acabar de vez com a autonomia administrativa adquirida pelo Brasil. Quando as notícias de que o Brasil seria recolonizado chegaram de Portugal, as forças políticas presentes no Brasil se dividiram em três partidos (correntes de opiniões): o Partido Brasileiro; e o Partido Português, ambos formados pela alta burguesia, além de um terceiro grupo formado pela pequena burguesia, profissionais liberais e por operários urbanos do Rio de Janeiro e de outras capitais provinciais, os liberais radicais.
A partir da fragmentação dos grupos políticos tradicionais, os liberais radicais constituíram-se como um novo grupo durante o final do período de regência de D. Pedro I, entre 1820 e 1822. O grupo teve enorme influência na Independência do Brasil e na convocação da Assembleia Constituinte de 1822.
Seria o primeiro agrupamento político brasileiro no espectro da esquerda política, reclamando o fim da monarquia, a instalação da república, o parlamentarismo, um regime federativo com ampla autonomia provincial, o fim do regime escravagista, a nacionalização da economia, expropriação dos latifúndios improdutivos para destinação à reforma agrária e um sistema de representação direta. Da década de 1820 até o início da década de 1830 espalharam-se por todo o país, e seus ideais foram disseminados em diversas revoltas pelo país, causando grande preocupação para a alta burguesia e para as forças monárquicas. Seu principal ideólogo e articulador foi o jornalista Joaquim Gonçalves Ledo, aglutinando também nomes como Nuno Eugênio Lóssio e Seiblitz e Cândido José de Araújo Viana.
Com a instalação do período regencial, e as forças monárquicas percebendo a potência popular que representava o projeto deste agrupamento político, os liberais-radicais foram perseguidos, presos e marginalizados, com o grupo sendo desmantelado e ideologicamente substituído pelo Partido Liberal Exaltado.